# Mesoplodon hotaula
El zifio de pico puntiagudo o zifio de Deraniyagala (Mesoplodon hotaula) es una especie poco conocida de cetáceo odontoceto de la familia Ziphiidae. Habita en aguas oceánicas profundas del indo-pacífico tropical. Es una de las 15 especies del género Mesoplodon, el género más diversificado entre todos los cetáceos.  

## Distribución y hábitat
M. hotaula habita en aguas profundas, lejos de las costas y plataformas marinas, en regiones tropicales de los océanos Índico y Pacífico. 

## Taxonomía
Descripción original
Este zifio fue descrito originalmente en el año 1963, por el zoólogo P.E.P. (Paulus) Deraniyagala, entonces director de los Museos Nacionales de Ceilán. El ejemplar tipo sobre el cual se basó la descripción es una hembra adulta de 4,5 metros de largo y de color azul-gris, la cual fue encontrada varada en una playa de Ratmalana, cerca de Colombo, Sri Lanka, el 26 de enero de 1963. 
Etimología
Etimológicamente el nombre específico hotaula se origina en las palabras en el idioma local singhala que significan 'pico puntiagudo'.
Su transferencia a sinonimia
En el año 1965 otros investigadores reclasificaron a ese ejemplar incluyéndola en una especie descrita también en 1963, Mesoplodon ginkgodens, llamada de ese modo en razón de que los colmillos del macho adulto tienen la misma forma que la hoja del árbol llamado ginkgo. Esta última se conoce por solo 30 varamientos, y nunca fue observada con vida.
Su resurrección sistemática
Por casi medio siglo ese y otros nuevos ejemplares fueron adjudicados a esa especie, hasta que en el año 2014 un estudio basado en evidencia genética y morfológica concluyó que M. hotaula es una buena especie, distinta de M. ginkgodens. Si bien se encuentra relacionada con esa especie, ambos taxones son diferenciables por características morfológicas, además de diferencias genéticas,  en las secuencias de ADN heredadas por vía paterna (cromosomas), por vía materna (ADN mitocondrial) y biparental (autosómico).
Las genealogías de ADNmt de ambas especies muestran monofilia recíproca, lo cual sumado a sus distribuciones en gran parte parapátricas entre sí,  indicaría que estas dos especies están aisladas reproductivamente.
Ejemplares conocidos
De esta especie se conocen por lo menos 7 ejemplares:
Océano Índico
- Sri Lanka (1 hembra  —el ejemplar tipo—).
- Islas Maldivas (1).
- Isla Desroches (isla coralina del grupo insular del Almirante), Islas Seychelles (1 macho encontrado en 2009 por Wayne Thompson y Lisa Thompson, de la Sociedad de Conservación de la isla de las Seychelles).

Océano Pacífico
- Islas Gilbert, República de Kiribati (1).
- Atolón Palmyra, islas de la Línea (Estados Unidos —cerca de Hawái—) (3).

## Costumbres
Es muy poco lo que se conoce  de esta especie; al igual que en la mayoría de los integrantes de su género, son animales muy raramente vistos en vida debido a sus hábitos esquivos, su capacidad de efectuar inmersiones prolongadas y su aparente baja abundancia. 